# Montes Caucasus
Montes Caucasus är en hög bergskedja på nordöstra delen av den sida av månen som vetter mot jorden. Dess högsta toppar höjer sig upp till 6 000 meter ovanför månhaven Mare Imbrium och Mare Serenitatis intill. Montes Caucasus har fått sitt namn av den tyske astronomen Johann Heinrich von Mädler efter Kaukasus på gränsen mellan Europa och Asien på jorden.
Montes Caucasus sträcker sig omkring 520 kilometer från sydsydväst till nordnordost. Bergskedjan kan sägas vara en direkt fortsättning på Montes Apenninus i söder. Dessa två bergskedjor delas av ett lågland som är omkring 50 kilometer brett och förbinder månhaven Mare Imbrium i väster med Mare Serenitatis i öster. Under den södra delen av sin sträckning har Montes Caucasus dessa hav på sina bägge sidor. Längre norrut ligger kratrarna Theaetetus och därefter den större Cassini på bergskedjans västra sida. På östra sidan av bergskedjans östra sida ligger kratern Calippus och öster om den vid kanten av Mare Serenitatis ravinen Rima Calippus, som går i sydväst-nordostlig riktning i 40 kilometer. Nära Montes Caucasus norra ände ligger den lilla kratern Lamèch. Nordost om Lamèch, lika långt norrut som Montes Caucasus sträcker sig, ligger den stora kratern Eudoxus.
Eftersom Montes Caucasus högsta höjder når omkring 6 000 meter över de närliggande månhaven, skulle en betraktare uppe på dessa toppar kunna se ungefär 110 kilometer bort över Mare Imbrium respektive Mare Serenitatis.